# جورج دونيلي
جورج دونيلي (بالإنجليزية: George Donnelly)‏ (28 مايو 1988 في المملكة المتحدة - ) هو لاعب كرة قدم بريطاني في مركز الهجوم. شارك مع منتخب إنجلترا لكرة القدم C ‏. أما مع النوادي، فقد لعب مع ستوكبورت كونتي وماكليسفيلد تاون ونادي بليموث أرجايل ونادي ترانمير روفرز لكرة القدم ونادي روتشديل ونادي ساوثبورت ونادي لوتون تاون ونادي ليفربول وSkelmersdale United F.C. ‏ وفليتوود تاون.

## وصلات خارجية
- جورج دونيلي على موقع قاعدة بيانات كرة القدم.إي يو (الإنجليزية)
- جورج دونيلي على موقع Soccerbase.com (لاعب) (الإنجليزية)